# Diritti LGBT in Eritrea
L'omosessualità in Eritrea è considerata illegale e punibile con un massimo di 3 anni di carcere o con la pena di morte. Le persone LGBT sono regolarmente perseguite dal governo e affrontano la stigmatizzazione tra la popolazione locale.
In Eritrea non esistono riconoscimenti di sorta per le coppie omosessuali.

## Legge sull'attività sessuale tra persone dello stesso sesso
L'omosessualità maschile e femminile è illegale in Eritrea. Il reato relativo è nella sezione II delle "Deviazioni sessuali" del codice penale del 1957. Secondo l'articolo 600 i "reati carnali innaturali" possono essere puniti con la reclusione da 10 giorni a 3 anni di carcere. 
Il governo detiene abitualmente in carcere individui rei di aver praticato attività omosessuale consensuale e si presume periodicamente che sia impegnato in rastrellamenti di lesbiche e gay noti o sospetti nel paese.
Il sistema giudiziario eritreo è opaco e spesso arbitrario nel trattare le accuse di omosessualità.

## Tabella riassuntiva
| Attività e relazioni sessuali legali                         | (la pena può arrivare fino a 3 anni di carcere o l'esecuzione capitale) |
| Parità dell'età di consenso                                  | No                                                                      |
| Leggi anti-discriminazione sul lavoro                        | No                                                                      |
| Leggi anti-discriminazione nella fornitura di beni e servizi | No                                                                      |
| Leggi anti-discriminazione in tutti gli altri settori        | No                                                                      |
| Matrimonio egualitario                                       | No                                                                      |
| Unione civile                                                | No                                                                      |
| Adozione                                                     | No                                                                      |
| Autorizzazione a prestare servizio nelle forze armate        |                                                                         |
| Diritto di cambiare legalmente sesso                         | No                                                                      |
| Surrogazione di maternità                                    | No                                                                      |
| Permessa la donazione di sangue per le persone omosessuali   | No                                                                      |